# Rolf Nast-Kolb

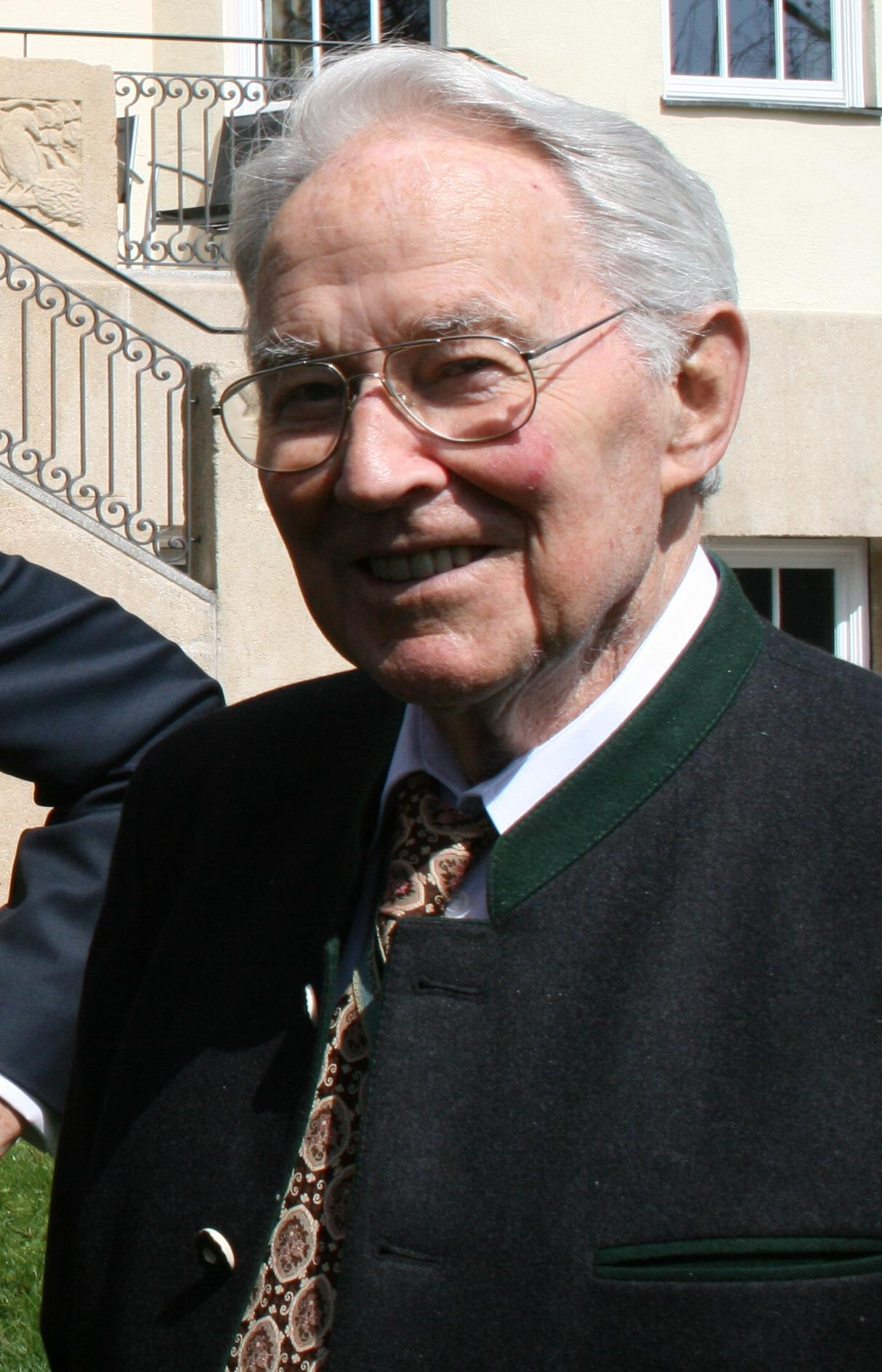
Rolf Nast-Kolb

Rolf Nast-Kolb (* 3. Februar 1922 in Sonthofen; † 16. November 2012 in Riemerling) war ein deutscher Ministerialbeamter und Bundesrichter.

## Leben
Nast-Kolb verbrachte die ersten vier Jahre seiner Kindheit in Gräfelfing. Mit seinen beiden jüngeren Brüdern kam er nach Rom. Dort besuchte er ab dem 6. Lebensjahr eine von deutschen Nonnen betriebene und überwiegend von Italienern besuchte Privatschule. Im Herbst 1931 endete der Romaufenthalt und nach einem letzten Volksschuljahr – wieder in Gräfelfing – besuchte er zwei Jahre das Karlsgymnasium München-Pasing. Es folgten Gymnasialjahre in Berlin-Zehlendorf, Perleberg und Wien. Als Offiziersbewerber zum Heer (Wehrmacht) einberufen, erhielt er Ende 1939 in Wien das „Abgangszeugnis mit Reifevermerk“.

### Krieg
Nach der Ausbildung in einem Artillerieregiment diente er im besetzten Frankreich und Holland. Nach dem Besuch der Waffenschule (wohl auf dem Truppenübungsplatz Döberitz) wurde er 1941 zum Leutnant befördert. Fortan nur an der Ostfront eingesetzt, wurden ihm das Eiserne Kreuz II. und I. Klasse, das Sturmabzeichen, die Medaille Winterschlacht im Osten 1941/42, der Demjanskschild und das Verwundetenabzeichen verliehen. Am Tag der bedingungslosen Kapitulation der Wehrmacht geriet er in sowjetische Kriegsgefangenschaft, die er in Tilsit und ab Frühjahr 1948 in  baschkirischen Gulags verbrachte. Anfang Dezember 1949 wurde er entlassen.

### Studium

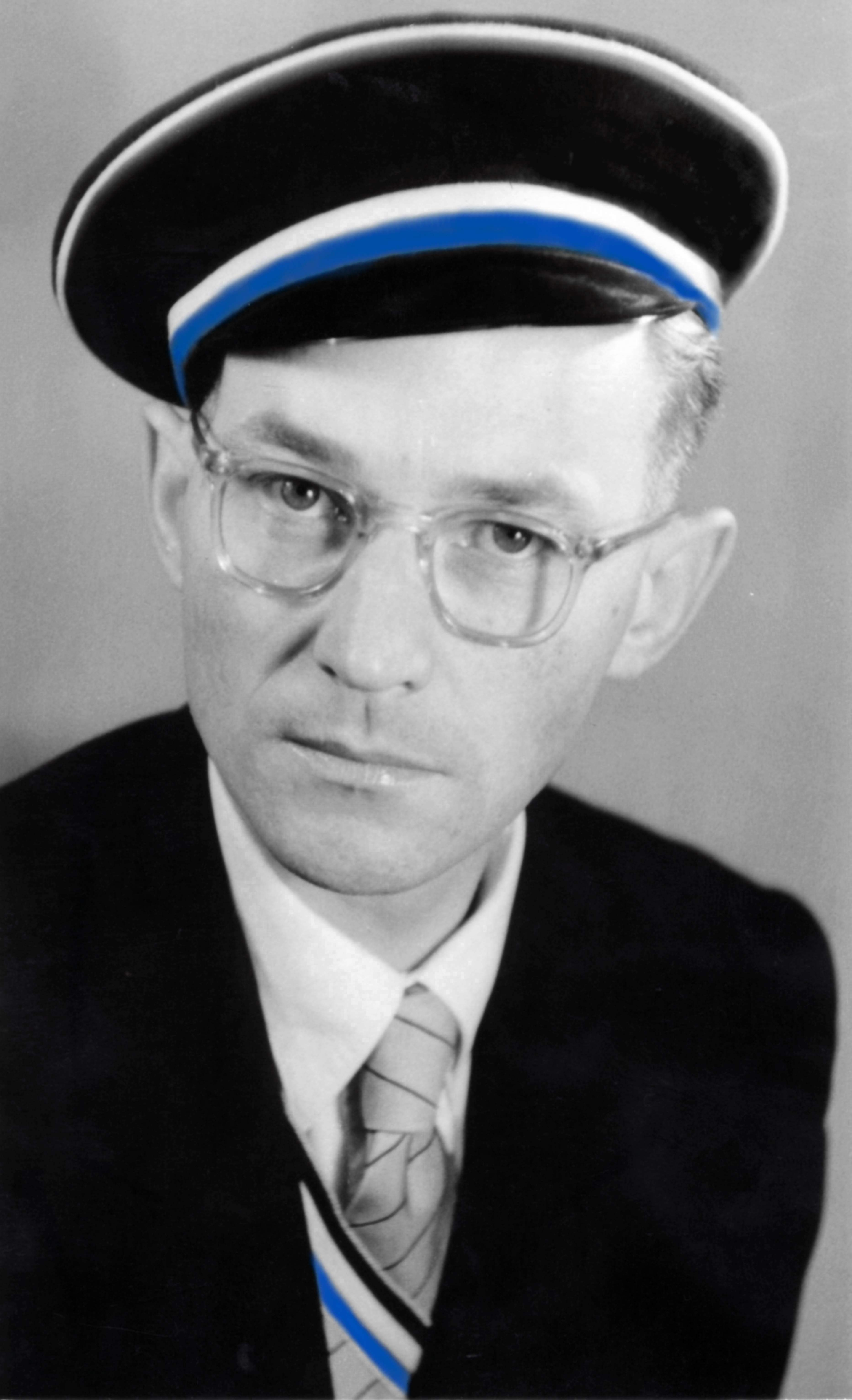
Nast-Kolb

Die Unterstützung für Spätheimkehrer (125 DM monatlich) machte es ihm möglich, sich im Sommersemester 1950 an der Ludwig-Maximilians-Universität München für Rechtswissenschaft einzuschreiben. Da seine Mutter mit zwei Angehörigen des Corps Suevia München verwandt war, fand er Zugang zum Chirurgen Eduard Weber (1910–1966), bei dem er regelmäßig essen konnte. Nach dem Besuch einer Kneipe – die damals noch in einem Schwabinger Wildwestlokal stattfand – entschloss er sich auch Schwabe zu werden. Der Reception im Mai 1951 folgten im Sommersemester 1951 und im Wintersemester 1951/52 zwei geklammerte Seniorate. Im Kreis der meist jüngeren Corpsbrüder konnte Nast-Kolb etwas von seinen verlorenen Jugendjahren nachholen. Als nicht mehr „zeitgemäß“ empfunden, sahen sich damals die (schlagenden) Verbindungen häufigen Angriffen und Diffamierungen ausgesetzt. Die Münchner Universität machte hiervon eine große Ausnahme. Zur Feier ihres 481. Gründungstags forderte der Rektor Michael Schmaus alle Korporationen auf, in Couleur teilzunehmen. Das geschah. Schon auf einem im Wintersemester 1951/52 abgehaltenen Intercorporativen Convent, an dem vorwiegend Waffenstudenten teilnahmen – Nast-Kolb war damals Senior Suevias und des Münchner Senioren-Convents – stellte Schmaus unter donnerndem Beifall fest, dass Universität und Korporationen zusammengehörten und beide gemeinsam an der Erziehung der jungen Akademiker mitzuwirken hätten. Im selben Semester trat der Münchner Senioren-Convent erstmals mit einem großen SC-Kommers im Augustiner-Keller an die Öffentlichkeit. Von Hein Martin Franconiae München vermittelt, nahm auch der amerikanische Landeskommissar für Bayern George N. Shuster teil. Seiner kritischen Rede trat Nast-Kolb so höflich wie unmissverständlich entgegen:

„Als Senior des zur Zeit präsidierenden Corps im Münchner SC darf ich Ihnen, sehr geehrter Herr Professor Schuster, für Ihr Erscheinen und Ihre interessanten Ausführungen im Namen der jungen Münchner Corpsstudenten unseren herzlichen Dank sagen. Herr Professor, mit regem Interesse haben wir Corpsstudenten heute Ihre Ausführungen aufgenommen, sie werden die Grundlage für lebhafte Diskussionen innerhalb der einzelnen Corps bilden. Wir Corpsstudenten haben auf Grund unserer Erziehung und getreu den seit über 100 Jahren in den Konstitutionen der einzelnen Corps verankerten demokratischen Grundsätzen eine sehr klare Vorstellung von demokratischer Lebensauffassung. In praktischer Anwendung dieser Auffassung freuen wir uns, daß wir heute einen prominenten Gegner unserer Ziele hören konnten, wurde uns doch damit die Gelegenheit gegeben, uns mit anderen Ansichten auseinanderzusetzen. 

Herr Professor, mögen auch Sie an diesem Abend die Überzeugung mitnehmen, daß wir jungen Corpsstudenten nicht säbelrasselnde und Raufhändel suchende Neomilitaristen sind, zu denen uns böswillige Karikaturisten gerne machen wollen, sondern junge Studenten, die sich aufgeschlossen für die Probleme unserer Zeit und bestrebt ihr Wissen zu erweitern, in ihren Corps zusammengefunden und gleichgesinnt in tiefer Freundschaft verbunden haben, genauso wie sich an den Universitäten anderer Länder Studenten in den für ihr Volk charakteristischen Formen zusammengefunden haben. Wenn sich unsere Gegner überall zunächst persönlich über unser Wesen und Wollen unterrichten würden, sind wir gewiß, daß wir, wenn auch nicht überall auf Zustimmung, so doch auf die in einem demokratischen Staat unverzichtbare Toleranz Andersdenkenden gegenüber rechnen dürfen. Wir Corpsstudenten sind seit Bestehen der Corps und genau so noch heute zu einer loyalen und ehrlichen Mitarbeit an der Demokratie bereit. Wir verlangen keine Sonderstellung, verlangen aber, daß die Grundrechte des Menschen auch uns gegenüber respektiert werden – und in einem demokratischen Staat sollte jeder anständige Bürger nach seiner eigenen freien Entscheidung selig werden.“

### Beruflicher Werdegang
Nast-Kolb bestand  1953 das Referendarexamen. Noch Inaktiver, heiratete er im September 1953 Ursula Dietert. Der Ehe entstammen die Söhne Dieter, Thomas und Kristof sowie die Tochter Katrin. Philistriert wurde Nast-Kolb 1956, nachdem er die Assessorprüfung bestanden hatte. Im Januar 1957 begann er als Regierungsassessor bei der Regierung von Oberbayern. 1959 kam er als Regierungsrat und Referatsleiter ins Bayerische Staatsministerium des Innern. Dort stieg er bis zum Ministerialrat auf. Im August 1978 wurde er zum Bundesverwaltungsrichter auf Lebenszeit berufen. Unter Würdigung seiner militärischen Erfahrungen und der vorangegangenen Tätigkeiten im Innenministerium, verbunden mit zahlreichen Vorträgen in Polizeilehrgängen und an Bundeswehrschulen, wurde er den Wehrdienstsenaten des Bundesverwaltungsgerichts in München zugeteilt. Bis zu seiner Pensionierung im Mai 1987 war er an rund 600 Urteilen als Berichterstatter oder Mitberichterstatter beteiligt.
Über 35 Jahre, von 1960 bis 1995, saß er im Philisterausschuss seines Corps, 1970–1972 und 1982–1984 als Vorsitzender. Er starb mit 90 Jahren und wurde am 21. November 2012 in Hohenbrunn beigesetzt.